# Boxer (câine)

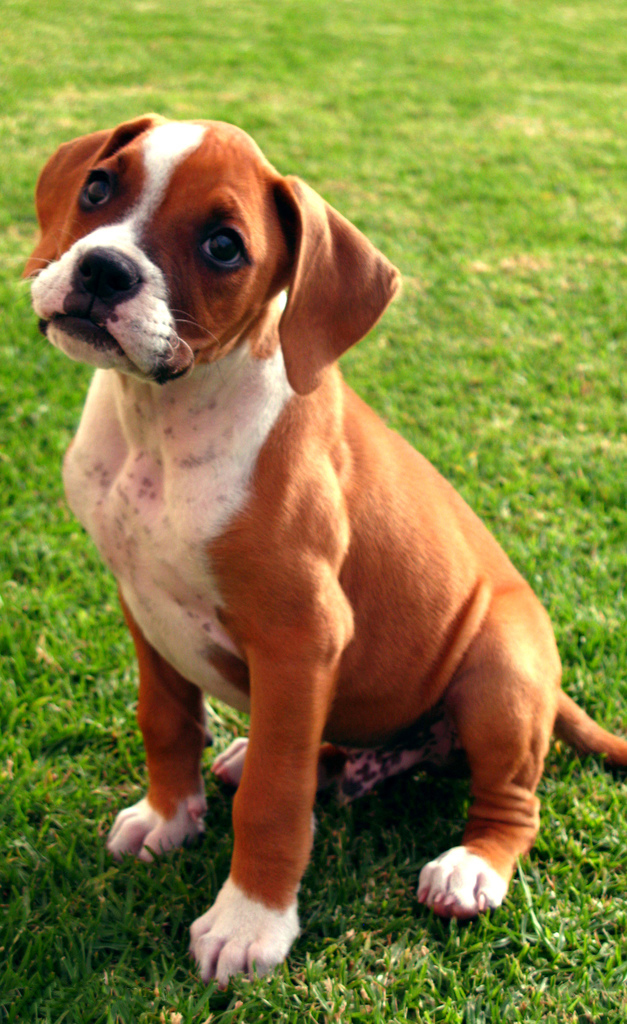
Boxer (cățel)

Boxerii fac parte din marea familie a câinilor molossoizi (de tip Mastiff). Originile rasei se găsesc în Germania unde, la finalul secolului al XIX-lea din câini puternici, musculari, denumiți Bullenbeisser, au fost dezvoltați Boxer-ii actuali. Bullenbeisser, rasă dispărută în prezent, a fost folosită la vânătoare, pentru încolțirea și doborârea vânatului mare, potențial periculos, cum ar fi urșii, mistreții, zimbrii și cerbii.

## Istoric rasă

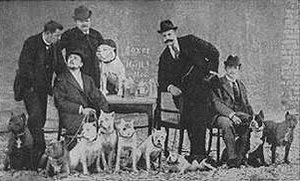
Boxer Club - 1896

În teorie, varietatea mai mică de Bullenbeisser, denumiți „de Brabant” au fost încrucișați cu exemplare de Bulldog Englez pentru a se ajunge la un tipar asemănător câinilor Boxer de astăzi. În anul 1894, trei iubitori de câini din München⁯ (Friedrich Robert, Elard Konig și Rueben Hopner) au decis să se ocupe de această rasă pentru a o putea înscrie în competițiile canine. Prima participare la un dog-show s-a consemnat în anul 1895 la München, iar un an mai târziu ia ființă Deutscher Boxer Club.În timpul Primului Război Mondial au fost folosiți în armata germană, primind diferite misiuni: câini curieri, câini pentru transport muniție, pentru atac și pază.

## Descriere fizică
Sunt câini atletici, cu un corp foarte musculos, necesită multă mișcare pentru a îndepărta riscul obezității. Au un cap mare, pătrat, cu fălci puternice și un bot turtit, cu buze mari. În mod tradițional li se taie coada, dar în unele țări este intezisă codotomia. Culoarea blănii poate să difere, începând cu negru, maro închis, roșiatic, bej și alb (cei albi nu sunt recunoscuți ca boxeri puri și sunt descalificați la concursurile canine).

### Înălțime

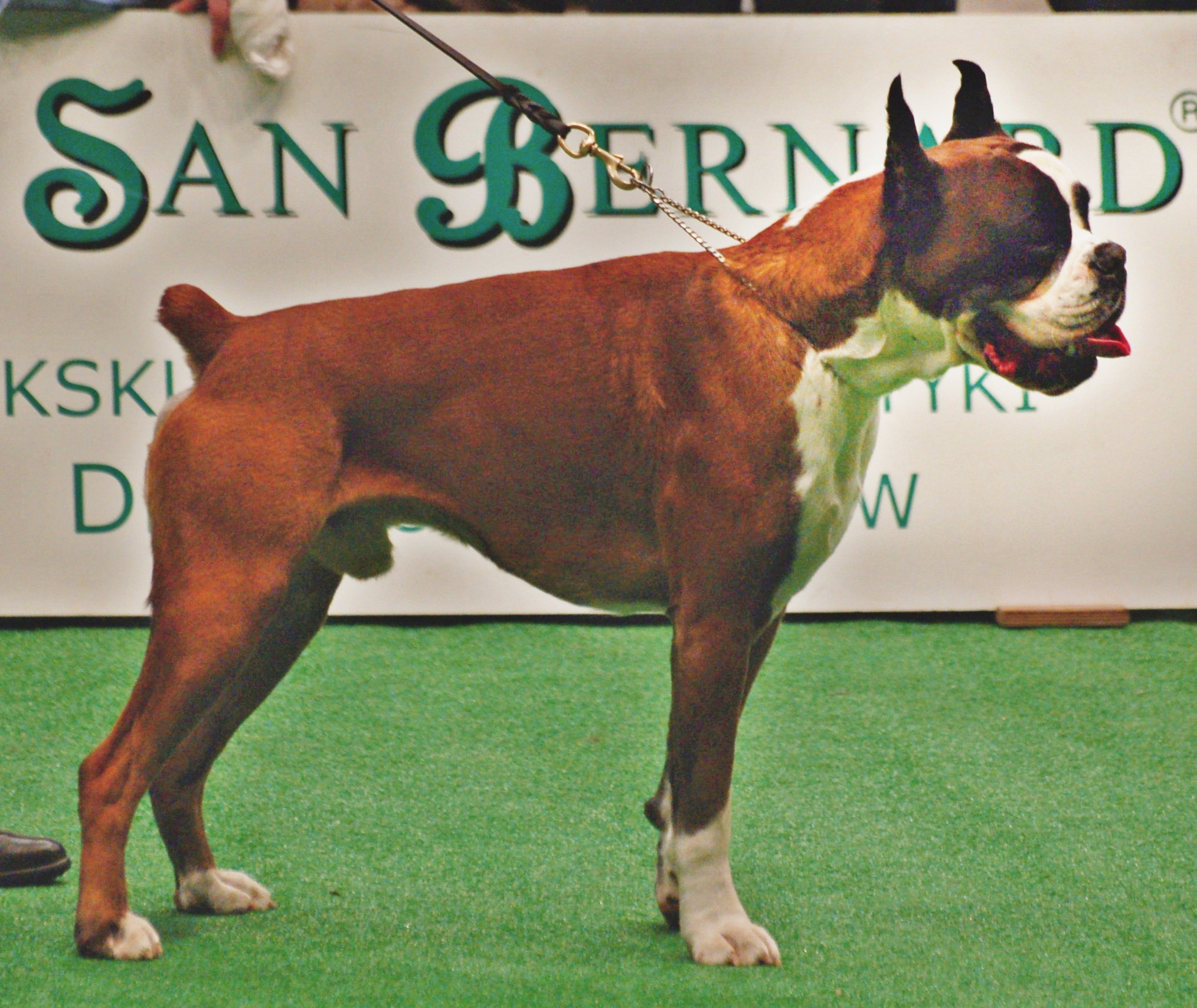
Boxer (adult)

57-64 cm

### Greutate
25–32 kg

### Speranța de viață
9-15 ani

### Grupa
Câine de pază, protecție dar și buni câini de companie.

## Personalitate
Acest câine este inteligent și receptiv, are o fire veselă și jucăușă. În prima parte a vieții are un nivel de activitate destul de ridicat, apoi devine mai sedentar. Se împacă bine cu copiii, masculii pot fi dominanți și agresivi în prezența altor câini masculi. Foarte atașați de stăpâni, preferă o relație mai profundă cu un anumit membru din familie.

## Îngrijire și sensibilitate boli
Sunt recunoscuți ca niște animale curate și fără cerințe deosebite de îngrijire. Nu se pot lăuda cu o stare de sănătate prea bună. Incidența cazurilor de cancer este foarte ridicată, din păcate. Nu suportă expunerea directă la soare puternic. Alte boli semnalate în cadrul rasei: bolile cardiovasculare, complicațiile intestinale, afecțiunile oftalmologice, diferitele alergii, displazia de sold, dilatația volvulului gastric.

## Condiții de viață
Sunt câini de exterior, buni paznici ai proprietății, dar trebuie feriți de excesele de temperatură atât în sezonul cald, cât și în cel rece. Se simt bine în spații deschise, dacă au în responsabilitate un anumit perimetru. Au nevoie de mișcare și alergări, au tendința de a deveni ușor supraponderali.

## Dresaj
Sunt câini inteligenți, atenți, cu o bună concentrare și disciplinați. Cu un dresaj ferm și consecvent început la vârste fragede pot ajunge la rezultate foarte bune. Sunt calmi și echilibrați, trăsături foarte utile în dresaj. Au nevoie de socializare precoce.

## Utilitate
Sunt câini de pază foarte buni, vigilenți, inteligenți și alerți. Se comportă foarte bine în rol de animal de companie, pot fi parteneri buni pentru persoanele sportive. Sunt grijulii, jucăuși și protectivi cu copiii.